# シャークネード
『シャークネード』（Sharknado）は、2013年のアメリカのSFディザスター映画で、海からサメを吸い上げてロサンゼルスに放つウォータースパウト（水上竜巻）を題材にしている。監督はアンソニー・C・フェランテ、脚本はサンダー・レヴィンが務め、タラ・リード、アイアン・ジーリング、ジョン・ハード、キャシー・スケルボが出演している。2013年7月11日にSyfyで初放送された。また、リーガル・シネマズとファゾム・イベントを通じて、一夜限りの真夜中の特別劇場上映が行われ、200回の上映で20万ドルの収益を上げた。 大げさな設定と芝居が、瞬く間にカルト的な人気を得た。
『シャークネード カテゴリー2』、『シャークネード エクストリーム・ミッション』、『シャークネード4』、『シャークネード5 ワールド・タイフーン』、『シャークネード ラスト・チェーンソー 4DX』の5つの続編が公開された。オリジナル作品は明確にはコメディではなく、ありえない設定にもかかわらず、少なくとも真面目な外観を維持していたが、続編はより公然とコメディ的な性質を持っていた。

## あらすじ
メキシコ湾で発生した3つの台風は海を渡り、海中にいたサメたちを吸い上げながら巻き込み、そのままサメごとロサンゼルスへと進んだ。その結果、ロサンゼルス市民は暴風と豪雨と洪水だけでなく、"台風によって飛来したサメたち"の襲撃に悩まされることとなった。
バーを経営しライフガードを務める心配性の男・フィンは、その未曾有の大惨事の中、家族を守るべく、ロサンゼルスを漂う大規模台風と、空から増水した地上へと降り注ぐサメとの死闘に臨むのであった。

## キャスト
フィン・シェパード
演 - アイアン・ジーリング、日本語吹替 - 堀内賢雄
海沿いでバーを経営する男性。例え他人であっても困っている人は見捨てられない優しさと正義感の持ち主。また極度な心配性であり、いかなる自然災害にも対処できるよう常に備えを怠っていない。だが、家族からはその性格を煙たがられてしまっている。過去にサーフィンの大会でチャンピオンに輝くほどの高い身体機能を誇っており、拳銃やチェーンソーといった武器の扱いにも長けている。
エイプリル・ウェクスラー
演 - タラ・リード、日本語吹替 - 堀越知恵
フィンの元妻。現在フィンとは別居中。
ジョージ
演 - ジョン・ハード、日本語吹替 - 星野充昭
フィンの店の常連客。飲んだくれの中年男性。
演じたジョン・ハードは、エージェントからタイトルを聞いて「サメが空から降ってきて人を食うのか?」と尋ねたところ、「その通り」と答えたので快諾したという。『ホーム・アローン』の父親役というイメージを払拭するために出演したとのこと。本作が気に入っていた様で、2作目に出演できなかったことを残念がり、シリーズへの再出演を希望していた。
ノヴァ・クラーク
演 - キャシー・スケルボ、日本語吹替 - あいざわゆりか
フィンの店の従業員。過去のとある出来事からサメを嫌悪している。フィンに対して好意を抱いており、彼と行動を共にする。
バズ・ホーガン
演 - ジェイソン・シモンズ、日本語吹替 - 藤沼建人
フィンの親友。彼と行動を共にする。
ディアナ
演 - スミコ・ブラウン、日本語吹替 - 志摩淳
サーファー。サメの餌食になってしまう。
マット
演 - チャック・ヒッティンガー
フィンとエイプリルの息子。航空学校の学生。
クラウディア
演 - オーブリー・ピープルズ、日本語吹替 - 湯浅恵里奈
フィンとエイプリルの娘。フィンに対して良い感情を抱いていない。
コリン
演 - クリストファー・ウルフ
エイプリルの現在の恋人。フィンのことを嫌っているのか、彼に対して挑発的な態度をとる。フィンの忠告に耳を貸さず、サメの餌食になる。
ロビー
演 - ロビー・リスト
バスの運転手。
バスに乗る小学生たち。
演 - アイリーン・アンダーソン、フランキー・メラー、ハンナ・ジョンソン、ライアン・エインズリー、ティモ・デ・ヨング
ボビー
演 - アレックス・アーレオ
マットの航空学校の友人の一人。
ルエリン
演 - コナー・ワイル
マットの航空学校の友人の一人。
ジョニ・ウェイヴス
演 - ジュリー・マッカロー
ニュースレポーター。
ケルソー
演 - エイドリアン・ブスタマンテ
ライフガード。
カルロス・サンティアゴ
演 - イスラエル・サエス・デ・ミゲル
漁船の船長。
パーマー
演 - マーカス・チョイ
サンティアゴ船長に怪し気な取引を持ちかける実業家。